# Tomáš Huk
Tomáš Huk (sinh 22 tháng 12 năm 1994) là một cầu thủ bóng đá Slovakia hiện tại thi đấu cho câu lạc bộ ở Fortuna Liga FC DAC 1904 Dunajská Streda.

## Sự nghiệp câu lạc bộ

### MFK Košice
Anh ra mắt cho câu lạc bộ trong trận hòa 0–0 sân khách ở Corgoň Liga trên sân của AS Trenčín, khi thay người vào sân ở phút thứ 52.

### DAC Dunajská Streda
Ngày 6 tháng 2 năm 2016, anh ký bản hợp đồng 3,5 năm với DAC Dunajská Streda.

## Sự nghiệp quốc tế
Huk được triệu tập lần đầu tiên thi đấu hai trận giao hữu không chính thức tổ chức ở Abu Dhabi, UAE, vào tháng 1 năm 2017, trước Uganda và Thụy Điển, bởi huấn luyện viên cũ ở MFK Košice - Ján Kozák, huấn luyện anh năm 2012. Anh ra mắt trước Uganda, được vào sân từ phút thứ 70, thay cho Martin Bukata. Slovakia thất bại với tỉ số 1–3. Huk cũng thi đấu hết trận trong thất bại 0–6 trước Thụy Điển=.